# میوود (نیوجرسی)
میوود (به انگلیسی: Maywood) شهری در ایالت نیوجرسی کشور ایالات متحده آمریکا است که جمعیت آن در سرشماری سال ۲۰۱۰ میلادی، ۹٬۵۵۵ نفر بوده‌است.